# 特許印紙
特許印紙（とっきょいんし）は、特許、実用新案登録、意匠登録、商標登録等に際して特許庁に各種料金を納付するために用いられる印紙の一種である。

## 概要
従前は収入印紙による料金納付であったが、特許印紙による料金納付が1984年7月1日より開始された。
1990年12月には、オンラインで手数料を納付するシステムが導入されたことに伴い、特許庁に開設した予納口座に特許印紙により料金を予め納めておいて、そこから手続ごとに必要な手数料等の納付額を引き落としていく料金予納が可能となった。
2005年10月には、インターネットバンキング等を利用した電子現金納付が可能となったが、特許印紙による納付も引き続き可能とされた。
2011年4月1日からは、産業財産権制度125周年を記念して、新たなデザインの特許印紙の使用が開始される予定である。
特許印紙は、全国の主な郵便局（集配郵便局）などで販売されている。

## 法律での規定
特許法、実用新案法、意匠法、商標法等では、特許料や手数料などの料金の納付を特許印紙をもって行うことが定められている。例えば、特許料の納付については特許法第107条第5項に以下の規定がある。
一方、「印紙をもつてする歳入金納付に関する法律」においては、国への手数料等の納付に用いる印紙は基本的に収入印紙とされているが、特許法における特許料の納付等はその例外とされている（第2条第1項第5号）。